# Endrick River
Der Endrick River ist ein Fluss im Südosten des australischen Bundesstaates New South Wales.
Er entspringt im südlichen Tafelland im Süden des Morton-Nationalparks an den Nordhängen des Quiltys Mountain. Von dort fließt er nach Nordwesten und mündet östlich der Bees Nest Nature Reserve, rund elf Kilometer nördlich von Nerriga, in den Shoalhaven River.